# Dorpsmolen (Stevoort)
De Dorpsmolen (ook: Dorpermolen) is een watermolen op de Herk, gelegen in het centrum van Stevoort aan Sint-Maartensplein 35.
Deze onderslagmolen fungeerde als korenmolen. Oorspronkelijk was het een dubbelmolen: Aan de overzijde van de Herk lag een oliemolen. Deze laatste werd in 1880 omgevormd tot een schooltje en in 1931 gesloopt.

## Geschiedenis
De molen werd opgericht in 1774 voor de familie De Libotton, heren van Stevoort en kwam in 1826 door koop in bezit van de familie Palmers, kasteelheren van Stevoort, molenaars en industriëlen. Zij verhuurden de molen aan tal van molenaars. De huidige molengebouwen werden in de 2e helft van de 19e eeuw gebouwd. Vanaf 1933 mocht de familie Palmers zich: Palmers de Terlamen noemen. Februari 1963 vond in de molen een ernstig ongeval plaats, waarbij molenaar Guillaume Grauls om het leven kwam. In 1964 werd de molen verkocht aan een particulier, Domenicus Bartholomeus-Bottelberghs. Deze heeft er tot 1968 nog sporadisch mee gewerkt, waarna de molen stil kwam te liggen. Hierdoor verviel de molen geleidelijk, hoewel het binnenwerk intact werd gelaten.
In 1974 werd de molen doorverkocht aan Wies Boïten welke, in die tijd ongebruikelijk, de procedure in gang zette om de molen als monument te klasseren. In 1979 werd de molen en de omgeving ervan inderdaad als monument geklasseerd.
In 1984 begon men met de restauratie. Hierbij werd ook voorzien in elektriciteitsopwekking door de molen. Na de restauratie was de molen weer maalvaardig. Sindsdien kan de molen worden bezocht in groepsverband.

## Gebouw
Het gebouw, uit de 2e helft van de 19e eeuw, bestaat uit de molen en het molenaarshuis onder één (wolfs-)dak. In 1895 werd nog een melkfabriek met woonhuis bijgebouwd, waarvan een deel in 1964 werd afgebroken. Het houten rad werd in 1911 vervangen door een ijzeren rad met gebogen, plaatijzeren schoepen. Het binnenwerk is geheel aanwezig en er wordt ook nog gemalen.
- Inventaris van het Bouwkundig Erfgoed (Vlaanderen): 22367